# Ruth Maria Kubitschek
Ruth Maria Kubitschek (pronunciación en alemán: /ʁuːt ma.ˈʁiː.a ˈku.biː.t͡ʃɛk/ⓘ; Chomutov, República Checa, 2 de agosto de 1931 - Suiza, 1 de junio de 2024) fue una actriz alemana nacida en Checoslovaquia.

## Vida
Al final de la Segunda Guerra Mundial, su familia fue expulsada de Alemania a Köthen. Ruth Maria estudió en la Universidad de Teatro y Música (Hochschule für Theater und Musik) en Halle y luego en el Instituto Alemán de Teatro (Deutsches Theater-Institut) en Weimar. Tuvo un hijo junto a Götz Friedrich. Estuvo en una relación con Wolfgang Rademann desde 1976 hasta 2016.
En 2013, rodó su última película, la comedia Frau Ella. Después se retiró de la vida pública, pero continuó exhibiendo sus pinturas.
Kubitschek falleció en un hospital cerca de Ascona, Suiza, el 1 de junio de 2024, a la edad de 92 años.

## Filmografía seleccionada
- Thomas Müntzer (1956)
- Lysistrata (1961)
- He Can't Stop Doing It (1962)
- Melissa (1966, miniserie de TV)
- Sperrbezirk (1966)
- Ein Fall für Titus Bunge (1967, serie de TV)
- Midsummer Night  (1967)
- Madame and Her Niece (1969)
- Moonlighting Mistress (1970)
- Tears of Blood (1972)
- Monaco Franze (1983, serie de TV)
- Crooks in Paradise (1985, película para TV)
- Kir Royal (1986, serie de TV)
- Fatal Love (1986, película para TV)
- Das Erbe der Guldenburgs (1987–1990, serie de TV)
- Freunde fürs Leben (1992–1996, serie de TV)
- Schloß Hohenstein (1992–1995, serie de TV)
- Katrin ist die Beste (1997, serie de TV)
- de (2004, película para TV)
- Das Traumhotel (2004–2006, 2014, serie de TV)
- Cinderella (2011, película, Italia)
- Frau Ella (2013)